# Tavatoej
Tavatoej (Russisch: Таватуй) is een meer in het district Nevjanski van de Russische oblast Sverdlovsk. Het ligt op de oostelijke hellingen van de Centrale Oeral op 50 kilometer ten noordwesten van Jekaterinenburg. Het wordt gezien als een van de mooiste meren in de omgeving van Jekaterinenburg en is een favoriete plek voor recreatie. Aan de oever van het meer ligt het dorp Kalinovo, de selo Tavatoej en een aantal kindergezondheidskampen en recreatieplaatsen.